# Сандомирська конфедерація
Сандомирська конфедерація — конфедерація Речі Посполитої, укладена 20 травня 1704 року під час Великої Північної війни у відповідь на укладену того ж року у Варшаві прошведську Варшавську конфедерацію. У Великій Півнійчній війні сандомирські конфедерати виступали противниками Швеції та прибічниками Московського царства.
Сандомирська конфедерація заснована тодішнім правителем Августом II Фрідріхом і складалася, в основному, з його прибічників з Галичини. Маршалком конфедерації став Станіслав Ернест Денгофф.
Війна між Варшавською та Сандомирською конфедераціями тривала три роки і відома як Громадянська війна в Польщі 1704-1706 років.
Прихильники Августа II Фрідріха з Сандомирської конфедерації, спираючись на Нарвський договір між Польщею та Московським царством, фактично делегували Московії частину функцій польського державного апарату.
Сандомирська конфедерації фактично проіснувала до 1717 року.